# Nani Fernández
Juana Fernández Ruiz, més coneguda com a Nani Fernández (Madrid, 22 de febrer de 1923 - 9 de novembre de 1960), va ser una actriu espanyola coneguda per ser la intèrpret de la pel·lícula La Lola se va a los puertos (1947) junt amb Juanita Reina i Manuel Luna, i de la popular cançó «Yo te diré» a Los últimos de Filipinas de 1945.

## Biografia
Va néixer a Madrid, en 1923. filla de Juan Fernández Sebastián i de María Gracia Ruiz Fuentes. Debuta en el teatre en 1944, amb l'obra Pepa Oro. Aquest mateix any en el Teatre Reina Victòria, participa en l'obra La Escala Rota de Juan Ignacio Luca de Tena i Miguel de la Cuesta. Debuta en el cinema en 1945, amb la pel·lícula Los últimos de Filipinas d'Antonio Román. En 1959 fa el seu últim treball com a actriu, amb la pel·lícula Molokai, la isla maldita.
Va contreure matrimoni amb l'actor José Nieto, amb el qual va tenir dues filles. El 9 de novembre de 1960 va morir a Madrid. Fou enterrada al Cementiri de l'Almudena.

## Filmografia
- Los últimos de Filipinas (1945)
- La Lola se va a los puertos (1947)
- Alhucemas (1948)
- Alas de juventud (1949)
- Don Quijote de la Mancha (1949)
- La legión del silencio (1955) codirigida per José Antonio Nieves Conde i José María Forqué
- La gata (1956)
- Molokai, la isla maldita 1959